# Xian de Huarong
Pour les articles homonymes, voir Huarong.
Le xian de Huarong (华容县 ; pinyin : Huáróng Xiàn) est un district administratif de la province du Hunan en Chine. Il est placé sous la juridiction de la ville-préfecture de Yueyang.

## Démographie
La population du district était de 712 667 habitants en 1999.

## Personnalité
- Liu Daxia, ministre de la Dynastie Ming.